# 일본계 브라질인

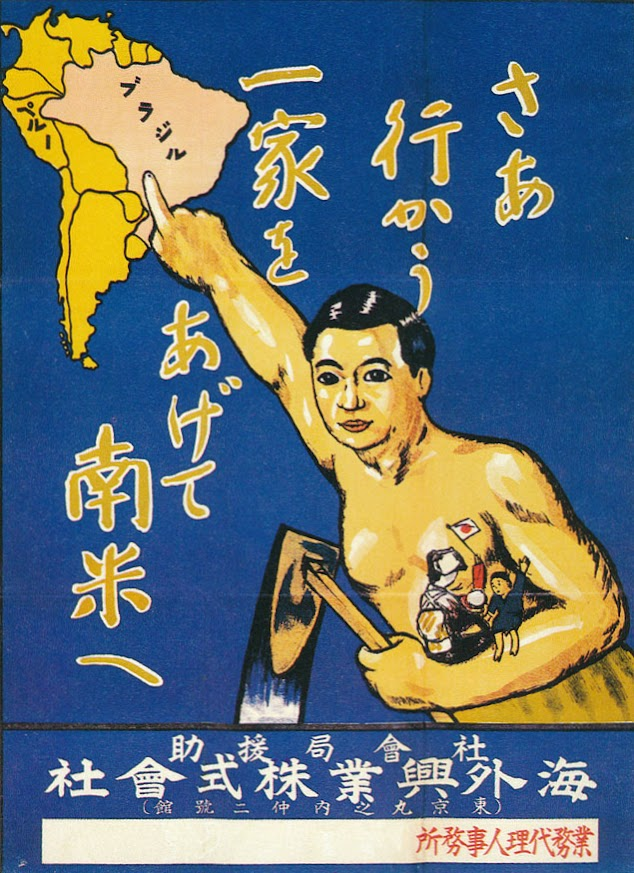
20세기 초반 일본에서 일본인의 브라질 이민을 권장하기 위해 제작된 포스터

일본계 브라질인(브라질 포르투갈어: Nipo-brasileiro 니푸 브라질레이루, 영어: Japanese Brazilian, 일본어: 日系ブラジル人)은 브라질로 이민으로 간 일본인과 그 후손을 지칭한다. 브라질은 세계 최대의 재외일본인 거주지로서 일본인 및 그 혈통을 가진 사람이 약 200만 명 이상 거주하고 있다. 일본에서는 '닛케이 브라질인'(일본어: 日系ブラジル人)이라고 부른다.

## 개요

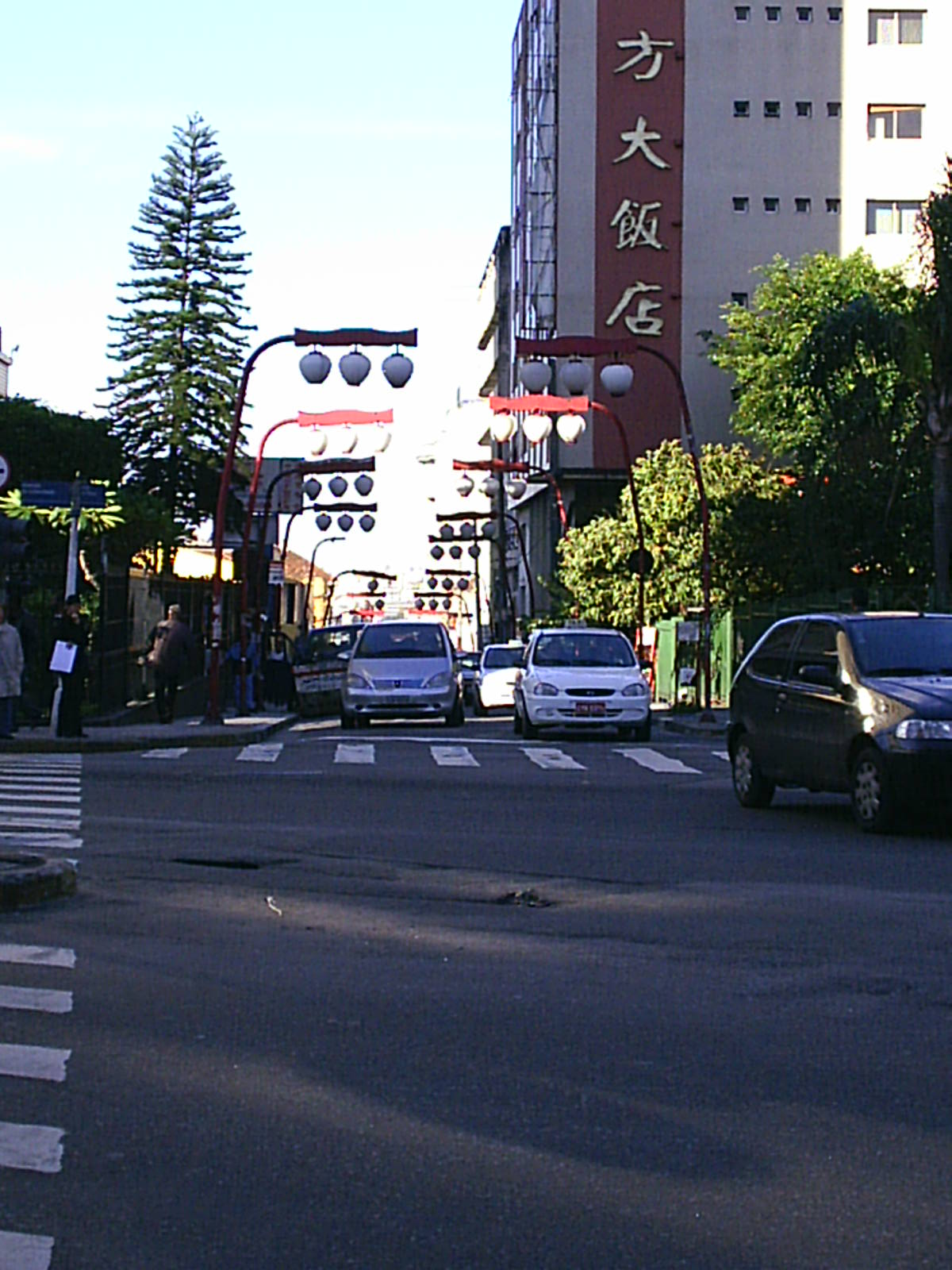
상파울루의 일본인 거리

일본에서 브라질으로의 이민은 1908년에 일단의 이민자들이 고베 항을 떠난 것으로부터 시작한다. 당시 브라질에서는 광대한 토지에서 일할 농업 노동자가 부족한 반면, 일본의 농촌에서는 좁은 농토에 궁핍한 생활을 하고 있어 일본은 브라질 이민을 장려했고, 브라질에서는 일본 이민들을 환영하였다. 이로 인하여 많은 사람들이 브라질로 건너갔으며, 브라질은 미국을 제치고 일본 사람이 가장 많이 이민을 떠난 나라가 되었다.
여러 주 동안 배를 타고 브라질까지 건너간 일본인 이주자들은 상파울루 주변의 커피 농장에 특히 집중적으로 정착하였고, 일본과 완전히 다른 풍토에 인종차별까지 당하는 등 악조건 속에서 갖은 고생을 하며 기반을 닦아 나가 차츰 경제적으로 성공을 거두며, 브라질 이민사회의 모범이 되었다. 그러는 가운데 제2차 세계 대전이 일어나자 연합국으로 참전한 브라질은 일본과 국교를 단절했고, 일본어 신문의 발간과 일본인 학교의 설립을 금지하는 등 일본인들을 탄압하기도 하였다. 전후 탄압은 끝나고 이민도 재개되었으나, 일본의 경제적 성장이 계속되면서, 그 이전보다는 크게 수가 줄어들었다. 그러나 브라질에 완전히 정착한 일본계 브라질인들은 특유의 근면함으로 더욱 기반을 닦아 나갔으며, 일부는 아르헨티나 등의 주변국으로까지 진출하기도 하였다.
이민 시작 이후 브라질로 이주해 간 일본인들의 전체 합계는 25만 명에 이르렀고, 그 자손인 2세, 3세, 4세가 불어나면서 현재 200만 명 이상인 것으로 추산되고 있으며, 브라질의 동양계 주민 중 다수를 차지하고 있다. 이들 일본계 브라질인들은 특유의 근면함과 높은 교육열로 국회의원이나 의사, 농장주등 사회적 지위가 높은 직업에 종사하는 사람이 많다. 일본계 브라질인은 여러 세대가 지나면서 타 인종과의 혼혈도 늘어나고 있으며, 초기에는 상파울루 주변에 집중되어 있었으나, 이후 파라나 주에도 많이 정착했으며, 최근에는 브라질 전국 각지로도 진출하고 있다. 2008년 일본의 브라질 이민 역사는 100년을 맞이하여, 브라질 이민 100주년을 기념하는 행사가 성대하게 열리고 있다.

## 일본계 브라질인의 역이민
일본계 브라질인의 일부는 세계적인 경제대국이 된 조상의 나라 일본으로 경제적인 목적으로 건너가고 있다. 일본 정부에서도 노동력 부족을 이유로 이들을 환영하고 있으며, 이민자 후손에게 영주권을 부여할 수 있도록 하였다. 이들의 상당수는 일본인들이 기피하는 소위 3D 업종 등의 노동에 종사하고 있다. 이들의 수는 최근 급격히 증가하여 일본 내에 분포하는 외국계 주민 중 브라질계가 30만 명에 달하여 중국계와 한국계 다음으로 그 수가 많아졌다. 브라질계의 상당수는 물론 일본계 혈통을 지녔으며, 일본으로 건너온 이들 일본계 브라질인의 상당수는 일본어를 할 수 없어 취업에 어려움을 겪을 수밖에 없으며, 자녀들도 일본 학교에 친숙해 지지 못하는 경우가 대부분이고, 아예 취학도 할 수 없는 경우도 많다. 이에 이들의 일본어 교육 기회를 확대하고 사회보장제도를 정비하는 등의 노력을 하고 있으나, 이들을 차별하는 사람까지 생기는 등 사회문제화되고 있다.

## 언어
주로 브라질 포르투갈어를 사용하며, 스페인어, 이탈리아어를 사용하는 사람도 적지 않다. 소수의 일본어, 영어 구사자도 있다.

## 문화
라틴아메리카 문화의 영향을 받아 대부분은 라틴아메리카 양식의 생활을 하고 있으나, 소수는 그들의 전통문화를 고수하기도 한다.

## 종교
대부분의 일본계 브라질인은 로마 가톨릭을 믿는다.

## 유명 일본계 브라질인
- 다니엘리 스즈키 - 여배우
- 마르시아 - 일본계 브라질인 3세, 여배우·가수
- 미나미 카나코 - 가수
- 세르지오 에치고 - 축구 해설가
- 다나카 마르쿠스 툴리오 - 축구 선수, 현재는 일본으로 귀화
- 오노 리사(小野リサ) - 보사노바 가수
- 우구 호야마 - 탁구 선수
- 료토 마치다 - 종합격투기 선수

## 같이 보기
- 일본인
- 일본계 러시아인
- 한국계 일본인
- 한국계 브라질인
- 일본의 민족문제